# Eva Engvall
Eva Engvall, née en 1940, est une biologiste suédoise. Elle est l'une des scientifiques qui ont inventé l'ELISA en 1971. 

## Biographie
Eva Engvall obtient son doctorat à l'Université de Stockholm en 1975. Son travail postdoctoral est effectué à l'Université d'Helsinki et au City of Hope National Medical Center en Californie, où elle est ensuite nommée. En 1979, Engvall est recrutée au Sanford-Burnham Medical Research Institute à La Jolla, en Californie. De 1993 à 1996, Engvall occupe des postes conjoints à l'Institut de recherche médicale de Sanford-Burnham et en tant que présidente du Département de biologie du développement à l'Université de Stockholm.

## Recherches
Le dosage immuno-enzymatique (ELISA) utilise des anticorps pour détecter les protéines et d'autres immunogènes différents. Eva Engvall est l'une des deux scientifiques suédoises de l'Université de Stockholm (l'autre est le chercheur principal Peter Perlmann) qui conceptualisent et développent la technique ELISA. Engvall et Perlmann publient leur premier article sur ELISA en 1971 et démontrent sa valeur en utilisant la phosphatase alcaline comme rapporteur.
Eva Engvall applique l'outil de mesure ELISA à la parasitologie [par exemple, le paludisme et la trichinose , la microbiologie et l'oncologie,. Au Sanford Burnham Prebys Medical Discovery Institute, où Engvall est professeure de 1979 à 2005, elle développe une forme d'ELISA, appelée ELISA « à deux sites », qui est adaptée à l'utilisation de nouveaux anticorps monoclonaux. Diverses formes d'ELISA, dont l'ELISA à deux sites, continuent d'être largement utilisées dans les applications médicales cliniques, vétérinaires et agricoles.
Engvall s'intéresse ensuite à la biochimie de la matrice extracellulaire. Elle découvre l'affinité de la fibronectine pour la gélatine (collagène dénaturé), démontrant le potentiel de ces deux composants de la matrice à former un complexe dans les tissus. Elle conçoit également une simple purification en une étape de la fibronectine par chromatographie d'affinité sur gélatine qui permet de nombreuses avancées dans la recherche sur la fibronectine. L'article décrivant ces résultats est cité 2 300 fois dans la littérature. Engvall découvre également le deuxième membre de la famille des laminines des protéines matricielles, initialement nommé mérosine, et montre que les mutations de cette protéine sont la cause de la deuxième forme la plus courante de dystrophie musculaire,,.
Perlmann et Engvall reçoivent le prix scientifique allemand de la « Biochemische Analytik » en 1976, 5 ans après avoir publié leurs premiers articles. Engvall reçoit un diplôme honorifique en médecine de l'Université de Copenhague en novembre 1994. Engvall est élue membre de l'Association américaine pour l'avancement des sciences en 2020.